# Charlotte Rørth
Charlotte Rørth født 1962 er en dansk journalist og forfatter.
Rørth er uddannet journalist og har i mange år arbejdet på Nordjyske Medier (siden 2021 Det Nordjyske Mediehus) og skrevet om kultur, køn, tendenser i samfundet og tro

Under en reportagerejse i 2008 besøgte hun et kapel i Úbeda i det sydlige Spanien og fik der en stærk åndelig oplevelse af lykke og gudsnærvær. Oplevelsen kom til at påvirke hendes liv og ledte blandt andet til, at hun i 2015 udgav bogen Jeg Mødte Jesus. Bogen lå på de danske bestsellerlister i over to år og vakte stor opmærksomhed. I bogen beskriver hun blandt andet oplevelsen i 2008 i det spanske kapel mere udførligt, og hun beskriver sin vej fra at være "kulturkristen" til at blive helt overbevist om Jesu eksistens.
Efter at hun udgav sin bog fik hun tæt på tusind beskeder fra mennesker, som havde oplevet lignende ting. Nogle af disse fortællinger har hun samlet i opfølgeren Vi mødte Jesus som blev udgivet i 2017. År 2022 udgav hun bogen Alt jeg ikke vil tie om, hun hvor hun tager de mørkere sider af livet op, blandt andet hvordan hun som ung blev voldtaget af sin ekskæreste samt hendes søns selvmord i 2014.

## Eksterne links
- Officielt websted